# Pioverna
Die Pioverna ist ein Bach in der Provinz Lecco in der Lombardei in Norditalien. Der Bach entspringt im Grigna-Massiv, durchfließt das Valsassina und mündet bei Bellano in den Comer See. Kurz vor der Mündung bildet die Pioverna eine kleine Schlucht.
Im Bach leben Bachforellen, Lachsforellen und Groppen und deshalb ist er beliebt bei Anglern.